# Ziemia Króla Fryderyka VIII

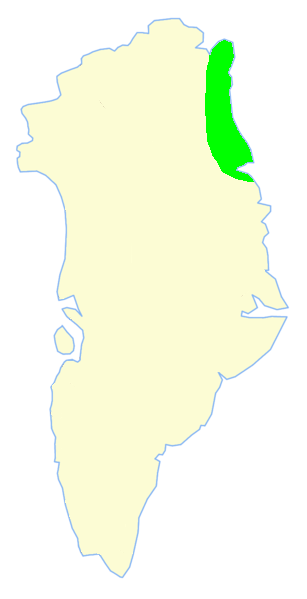
Ziemia Króla Fryderyka VIII na mapie Grenlandii

Ziemia Króla Fryderyka VIII (duń. Kong Frederik VIII Land) – region Grenlandii w północnej części jej wschodniego wybrzeża. Na południe od niej rozciąga się Ziemia Króla Wilhelma, a na północ Ziemia Księcia Chrystiana. W całości obejmuje ją Park Narodowy Grenlandii. Ziemia ta ma wybrzeże fiordowe, została nazwana na cześć Fryderyka VIII, króla Danii.